# Deus Ex: Human Revolution
Deus Ex: Human Revolution és un videojoc d'acció, rol i sigil en primera persona, de temàtica cyberpunk, creat per Eidos Montreal i publicat per Square Enix. És la tercera iteració a la saga de videojocs Deus Ex, i està ambientat cronològicament abans dels successos de la primera i la segona entrega, Invisible War.
Deus Ex: Human Revolution ens porta a l'any 2027, situant-nos en els orígens de la història de la saga Deus Ex. Adam Jensen és un agent de seguretat que treballa per Sarif Industries. Després d'un accident en el qual pràcticament mor, la seva companyia decideix salvar-lo substituint la major part del seu cos per parts artificials, anomenades “augments”, que són pròtesis i implants biomecànics que augmenten les capacitats físiques i neuronals. A partir d'aquí començarà una odissea que el portarà a descobrir què hi ha darrere del conflicte moral dels augments.
El joc es va estrenar a Europa el 26 d'agost de 2011 a PC (Microsoft Windows), PlayStation 3 i Xbox 360 de forma simultània. El 25 d'octubre del 2013 el joc es va sumar al catàleg de Wii U en forma de revisió, anomenada Deus Ex: Human Revolution - Director's Cut, la qual també es va estrenar en les altres plataformes el mateix dia.

## Jugabilitat
Els diferents pilars de la jugabilitat a Deus Ex: Human Revolution són “Combat”, “Sigil”, “Hacking” i “Social”. Els jugadors poden triar entre aquests distints tipus de gameplay en qualsevol moment, i alguns d'aquests pilars poden desembocar en altres. Per exemple, si intentem piratejar un ordinador per enfrontar una situació amb sigil i fallem en l'intent, sonarà una alarma i haurem de lluitar cara a cara contra els oponents. O les habilitats socials ens poden permetre accedir a certes àrees més fàcilment, evitatant el sigil o el combat.
Aquestes habilitats es podran potenciar mitjançant els “augments” biomecànics. A mesura que els jugadors avancen a través del joc, poden anar activant els augments relacionats amb cada un dels quatre pilars esmentats. Aquests augments es desbloquegen mitjançant l'obtenció de punts d'experiència. Amb els punts d'experiència adequats, guanyarem un kit de Praxis, que funciona com un punt d'habilitat. Els kits de Praxis també es poden comprar a les clíniques L.I.M.B. o els podem trobar per tot el joc.
El sistema d'augments permet als jugadors crear-se els seus propis esquemes o mètodes de joc, ja que tenen llibertat a l'hora de decidir les millores. Per exemple, un jugador que opti per augments de combat, enfrontarà els objectius d'una forma més directa que un jugador que opti per les millores de sigil. Pel que fa a les armes, cada una dispararà un tipus de munició distinta, a diferència d'Invisible War. També poden ser modificades a través de components o modificacions per millorar el seu rendiment.
La perspectiva en què juguem és principalment en primera persona, però a diferència d'altres jocs d'acció en primera persona, la perspectiva canvia a tercera persona contextual quan utilitzem el sistema de cobertura. Això ens permetrà moure'ns a través de la cobertura, passar d'una cobertura a una altra i disparar a cegues o apuntar amb més precisió traient el cap durant uns segons.
Una de les novetats en la saga és el sistema de regeneració de vida. Seguint la tendència dels videojocs d'acció actuals, la vida es regenera automàticament després de rebre danys físics, però de forma molt lenta, cosa que fa que els enfrontaments directes amb l'enemic segueixin sent difícils. El jugador també pot utilitzar subministraments mèdics (com els analgèsics) i diverses begudes alcohòliques per regenerar la salut del personatge o augmentar-la fins al doble de la quantitat normal.

## Sinopsi

### Trama
Deus Ex: Human Revolution se situa cronològicament en l'any 2027, 25 anys abans del successos del primer joc de la saga. El personatge principal, Adam Jensen, és el cap de seguretat de les Indústries Sarif, companyia líder especialitzada en augments biomecànics humans. Després de presenciar un atac a la seva companyia que el deixa greument ferit, Jensen ha de ser sotmès a una operació a vida o mort per a substituir la major part del seu cos per augments. A partir d'aquest moment, comença una història que el portarà a diferents parts del món com Detroit, Xangai, Hengsha (Xina) i Mont-real, buscant els responsables del que ha passat i realitzant altres missions d'investigació i infiltració, descobrint tota una trama de conspiració mundial.

### Temàtiques
El videojoc tracta sobre el corrent ideològic del transhumanisme. Les persones són “millorades” amb els anomenats “augments” que no deixen de ser pròtesis i implants que augmenten les capacitats físiques i neuronals dels que són sotmesos a aquests canvis, plantejant molts interrogants al voltant de la moralitat d'aquestes intervencions i sobre quina és la finalitat real, si l'interès econòmic de les grans corporacions o la veritable millora i recuperació d'aquells realment necessitats. Sobre aquest tema n'ha parlat el director Jean-Francois Dugas abans del llançament del joc: "la humanitat fa servir millores mecàniques, però encara hi ha molt més per determinar en termes dels seus efectes en la societat i la direcció final en què ens guiarà". El mite grec de Dèdal i Ícar apareix en els somnis d'Adam Jensen com una al·legoria d'aquesta idea. Això també serveix d'enllaç amb el joc original, ja que Dèdal i Ícar eren els noms de les intel·ligències artificials en aquest joc. Les teories conspiranoiques relacionades amb les empreses dels augments i altres organitzacions poderoses també tenen molta importància en la trama del joc.

### Argument
La història comença el dia en què les instal·lacions centrals de Sarif Industries (empresa fabricant d'augments) són atacades coincidint amb un tens moment social i polític a causa de les intencions de l'ONU i del Congrés dels Estats Units de regular legalment la tecnologia dels augments. Adam Jensen, ex SWAT contractat per David Sarif com a cap de seguretat, intenta impedir l'atac però és assassinat mentre veu com els terroristes maten (aparentment) a la Doctora Megan Reed (companya sentimental de Jensen) i a altres científics. Per raons no gaire clares, David Sarif inverteix molts diners i l'última tecnologia de Sarif per a portar de nou a la vida a Jensen, cosa que aconsegueix mitjançant l'implant d'augments per tot el seu cos. Sis mesos després de l'atac, Jensen torna a Sarif Industries i, juntament amb David Sarif, comença a investigar sobre l'atac. Les pistes el porten en principi a sospitar del "Front per la Humanitat", organització prohumanista i de caràcter religiós creada i dirigida per Bill Taggart, contrària als augments. Les seves sospites canvien quan descobreix que els atacants van recórrer a soldats dels cossos de forces especials i a individus augmentats.
Paral·lelament, Jensen s'adona que Sarif va recórrer als serveis d'un investigador privat per indagar en el seu passat, descobrint que en realitat Adam va ser adoptat. Amb aquesta informació, Jensen viatja a Hengsha (Xina), una ciutat dividida, pròpia d'una nació en vies de desenvolupament, on la riquesa i la prosperitat conviuen amb la delinqüència i la decadència. Allà, Jensen espera trobar-hi respostes i, per fer-ho, comença visitant el domicili d'un dels atacants, on hi descobreix nombroses pistes que apunten a TYM, l'empresa xinesa rival de Sarif. Després d'infiltrar-se en les instal·lacions d'aquesta empresa, Jensen es troba amb la presidenta de TYM, que li diu que en efecte va col·laborar en l'atac a Sarif Industries, però només per ordre d'"ells", un govern mundial secret que controla el món des de l'ombra i que van contactar amb ella a través de Picus, la major agència de notícies i comunicacions del món.
A continuació, Jensen viatja fins a la seu d'aquesta empresa ubicada a Mont-real (Canadà). Allà descobreix que aquesta empresa està controlada per una IA que controla el trànsit de notícies (i per tant l'opinió pública) de tot el planeta. En principi aquesta IA va ser creada per l'esmentat govern a l'ombra, si bé amb el temps va desenvolupar consciència pròpia. Després d'una dura batalla dialèctica, Jensen aconsegueix que la IA accedeixi a ajudar-lo. L'informa que tant Megan com els altres científics segueixen vius i que estan treballant en instal·lacions secretes per a l'organització que els manté reclosos. Mentrestant, la tensió creix. Als carrers de tot el món se succeeixen manifestacions violentes a favor i en contra dels augments, que la policia i l'exèrcit amb prou feines poden contenir. A més, misteriosament es registren errors en els augments de forma simultània i a gran escala. De tornada a Detroit, Sarif li explica que aquesta societat secreta ha estat governant el món des de les ombres des de fa segles (sent coneguts en alguns contextos com els "Illuminati") emprant el seu poder per mantenir sota control els canvis tecnològics i socials de la humanitat, i que ara tracten d'usar la tecnologia dels augments en el seu benefici. Adam investiga pel seu compte i descobreix que la investigació de Megan era més important del que es pensava i que, a través d'aquesta, ella i Sarif pensaven canviar el món. Pel que fa a les investigacions sobre el seu passat, Jensen s'adona que abans de ser adoptat va passar la seva infància sent sotmès a proves en un laboratori secret.
Una nova pista revela la vinculació del Dr. Sandoval amb l'atac, el qual és el braç dret de Taggart i cofundador del Front per la Humanitat. Quan parla amb ell, aquest li confessa que els científics van ser enviats a unes instal·lacions secretes a Hengsha. Aleshores, Jensen torna a la ciutat xinesa, on descobreix que tant els científics com les investigacions van ser recentment traslladats a un complex secret a Singapur. En aquest moment, succeeix un error a nivell mundial en tots els augments, deixant-los en molts casos inservibles. Gràcies a l'ajuda de Sarif, el qual posseeix els últims avenços tecnològics, Jensen se'n pot ensortir pràcticament indemne. Tant Sarif com Darrow (creador de la tecnologia dels augments i íntim amic de Sarif) sospiten que aquest error a nivell mundial està relacionat amb els Illuminati i la investigació de Megan.
Quan arriba a Singapur, Jensen descobreix el complex de què li havia parlat el Dr. Sandoval. Després d'una dura batalla en la qual acaba amb la vida dels responsables de l'atac a Sarif Industries, no sense quedar ferit, rescata Megan i als altres científics. En aquest moment, Jensen manté una conversa amb Megan summament reveladora. Pel que sembla, temps enrere i durant una investigació rutinària, Megan va descobrir quelcom estrany en l'ADN de Jensen. Aparentment, havia nascut amb una mutació estranya en els seus gens que el feien immune a qualsevol rebuig als implants tecnològics i que li permetien establir una simibiosi entre el seu organisme i els elements cibernètics. Per tant, Jensen es podia considarar la següent baula en la cadena evolutiva, el primer humà genèricament idoni per fusionar-se amb els implants cibernètics. Així doncs, aquesta investigació va reportar nombrosos avenços en la tecnologia dels augments, des de plans per a la seva implantació en fetus humans a la creació de sistemes que permetessin gestionar per control remot tots els augments del món, la qual cosa explica els errors a nivell mundial duits a terme pels Illuminati. Jensen i Megan descobreixen llavors una nova ordre de control remot, aquest cop llançada per Hugh Darrow, el qual ha robat la tecnologia als Illuminati. El seu objectiu no és desconnectar els augments, sinó fer tornar bojos als seus posseïdors. Aleshores, Jensen es dirigeix a l'epicentre de l'emissió, Pancaya, una illa artificial construïda per Darrow al pol Nord. Quan el troba, Darrow li explica que els Illuminati van segrestar Megan perquè volien utilitzar els augments amb l'objectiu de controlar tota la humanitat. Ara, l'objectiu de Hugh Darrow és provocar un error generalitzat dels augments a nivell mundial que faci tornar bojos els seus posseïdors o que fins i tot els mati. Darrow li explica que la crisi resultant d'aquest error destruiria la societat actual (i amb ella als Illuminati) i impulsaria els humans a crear un nou món per no reproduir els errors del passat. Jensen el convenç que aquest pla és una bogeria i finalment Darrow li diu com desactivar la senyal, si bé per això ha de derrotar un poderó sistema robòtic de seguretat controlat per una IA anomenada Projecte HYRON. Jensen aconsegueix derrotar HYRON en una duríssima batalla i arriba a la sala d'emissions, on desactiva l'emissió letal. En aquest moment té a triar quatre opcions finals:
1. Enviar una senya lals augmentats informant-los que tot ha estat un error tècnic (opció de Taggart). Això afavoriria la creació de lleis que controlessin la tecnologia dels augments i donaria el poder als Illuminati, els quals seguirien governant el món des de les ombres. Com diu el mateix Taggart "si porten tant de temps fent-ho és possible que no siguin tan dolents".
2. Enviar un senyal dient que tot ha estat un parany dels anti-augments (opció de Sarif). Això afavoriria a les companyies d'augments i robaria el poder lentament als Illuminati. Aquesta opció suposaria el sorgiment d'una època de creixement tecnològic sense traves que portaria a la humanitat a metes insospitades.
3. Enviar un senyal amb tota la informació sobre la veritat i sobre els Illuminati (opció de Darrow / per defecte). La humanitat renunciarà als augments i lluitarà contra els Illuminati. La veritat serà descoberta.
4. Hi ha la possibilitat de no enviar cap missatge i autodestruir la instal·lació, assassinant a Jensen i a tots els que es estan allà dins. Així, la veritat no sortirà a la llum i la humanitat haurà de trobar la resposta als conflictes socials per si mateixa.

## Creació i posterior recepció

### Desenvolupament
Deus Ex 3 va ser anunciat el 17 de maig de 2007, en una entrevista amb Patrick Melchior, director d'Eidos França, al programa de televisió franc canadenc M. Net. El primer video del joc va ser llençat el 26 de novembre de 2007, en forma de teaser, Un any després, la revista PC Zone avançava els primers detalls sobre la història i les mecàniques jugables del joc. Diverses de les decisions de disseny esmentades, principalment el canvi cap a un sistema de regeneració de salut automàtica, va causar diverses crítiques entre molts fans del Deus Ex original. El novembre de 2009 es va anunciar que Square Enix publicaria el joc, i que les seqüències CGI serien creades pel seu estudi japonès d'audiovisuals dirigit per Goldtooth Creative al Canadà. Els resultats d'aquesta associació internacional van ser vistos per primera vegada en el teaser mostrat en la Game Developers Conference (GDC) del 2010, en el qual també es va afegir el subtítol de Human Revolution i la data de llançament, que fou retardad fins a "principis de 2011". Aquest teaser va ser ampliat a un tràiler de tres minuts ensenyat a l'E3 del 2010.
A la Gamescom 2010, el productor David Anfossi va explicar a la revista VG247 que estava creant contingut descaerregable (DLC) per al joc, que, segons les seves paraules, seria "una extensió de Deus Ex: Human Revolution". El 16 de desembre de 2010, Square Enix va anunciar que la data de llançament es traslladava al seu proper any fiscal, que començava el 6 d'abril de 2011. A la Penny Arcade Expo East de 2011, es va anunciar que el llançament del joc estava previst pel 23 d'agost de 2011 a Amèrica del Nord i el 26 d'agost de 2011 a Europa. El director Jean-François Dugas va dir que la versió final s'acostava en un 90% a la seva visió original que tenia del joc, i que l'equip va utilitzar referències com RoboCop, Johnny Mnemonic, Blade Runner i el primer Deus Ex com a fonts d'inspiració.

### Recepció
Deus Ex: Human Revolution va ser un èxit entre la crítica especialitzada, obtenint mitjanes de 90 en la versió PC i 89 en les versions de PlayStation 3 i Xbox 360 en el portal Metacritic.

## Edicions

### Deus Ex: Human Revolution - Augmented Edition
L'edició especial, presentada com a "edició augmentada", inclou el següent:
- El joc Deus Ex: Human Revolution
- Un llibre d'art
- Un DVD amb el "Making of", la banda sonora, un còmic animat basat en la sèrie oficial de còmics de DC, el tràiler de l'E3 i l'storyboard animat
- 5 armes exclusives d'aquesta edició
- Una missió addicional per a la història, anomenada Tong's Resscue
- 10.000 crèdits addicionals per comprar o actualitzar armes dins el joc

Tot això ve inclòs dins una capsa exclusiva per a aquesta edició.

### Deus Ex: Human Revolution - Collector's Edition
Aquesta edició inclou el mateix que la Augmented Ediion, més una figura d'Adam Jensen, dissenyada per Play Arts Kaii.

### Deus Ex: Human Revolution - Director's Cut
Aquesta edició va ser anunciada el 20 d'abril del 2013 com a exclusiva de Wii U, la consola de Nintendo. Més tard, es va anunciar que també s'acabaria estrenant en les plataformes on ja havia sortit el joc original. Aquesta edició inclou:
- Documental del Making of.
- Comentaris del director y l'equip creatiu del juego
- La versió de Wii U és compatible la pantalla tàctil del Gamepad propi de la consola; es pot utilitzar com a radar, menú i gestió d'objectes. A les versions de PS3, Xbox 360 i PC aquesta funció també està disponible si el jugador posseeix una PS Vita (en el cas de PS3) o una Tablet (en el cas de Xbox 360 i PC), per a utilitzar-les de la mateixa manera.
- El conteningut descarregable The Missing Link, inclòs dins el propi joc com a part de la història principal, y no es pot ometre ni jugar-se a part.
- La missió descarregable Tong's Resscue, inclosa directament dins la història
- Millores gràfiques.[24]
- Modificacions en els combats contra els enemics finals, amb canvis en la seva intel·ligència artifical i afegint moltes més maneres de d'acabar amb ells.[25]